# Dmitri Petrowitsch Maksutow

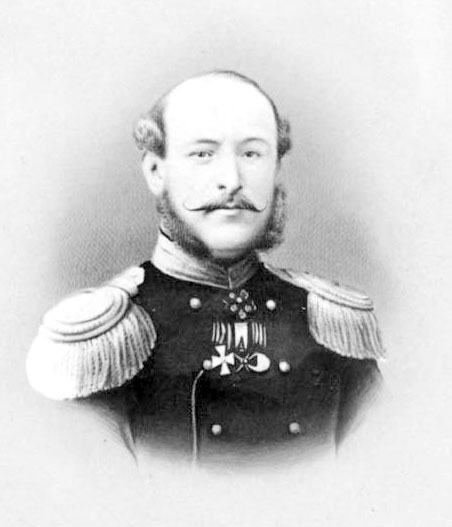
Dmitri Maksutow

Dmitri Petrowitsch Maksutow (Дмитрий Петрович Максутов, * 10. Mai 1832 in Perm; † 1889) war ein Offizier der Kaiserlich Russischen Marine und letzter Gouverneur der Russisch-Amerikanischen Kompagnie (RAK).

## Leben
Maksutow wurde 1840 Mitglied Marine-Kadetten Korps, welches er 1847 mit dem Rang eines Marine-Kadetten (гардемарин) abschloss. Im Jahr 1851 wurde Maksutow zum Leutnant befördert und der 46. Division, im Fernen Osten Russlands, zugeordnet. Mit dem Ausbruch des Krimkrieges wurde er im Juni 1854 nach Petropawlowsk verlegt.
Seine beiden Brüder Pawel Maksutow und Alexander beteiligten sich ebenfalls in diesem Krieg. Pawel war Angehöriger der Schwarzmeerflotte, an Bord des Schlachtschiffes Paris während der Seeschlacht bei Sinope. Alexander und Dimitri kämpften in der Belagerung von Petropawlowsk-Kamtschatski. Dmitri Maksutow kommandierte die legendäre Kanonen-Batterie Nr. 2, sein Bruder Alexander kommandierte Nr. 3. Nach der Schlacht wurden beide mit dem Orden des Heiligen Georg des Vierten Grades ausgezeichnet.